# سوپ گردو

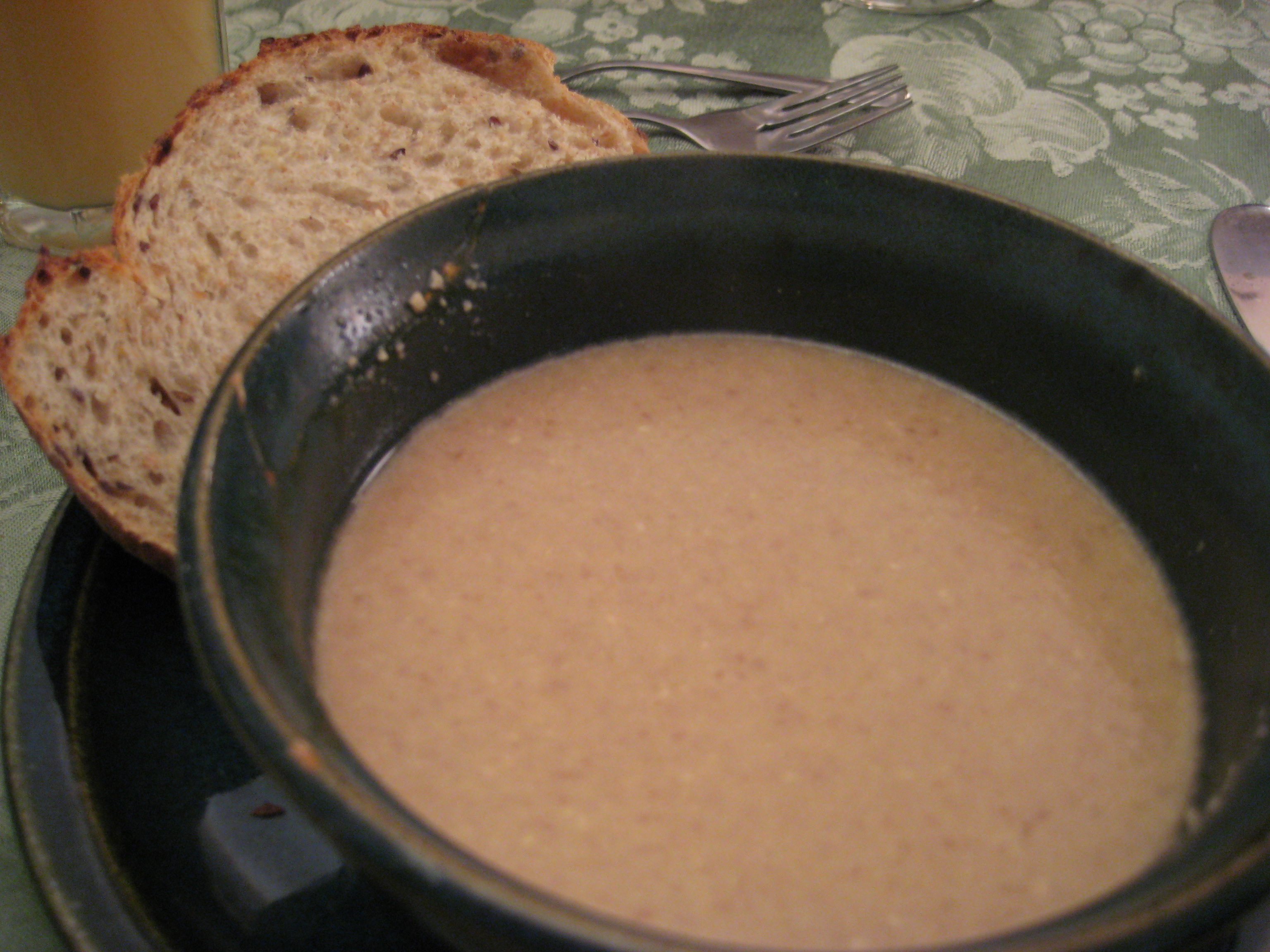
یک سوپ گردو با نان

سوپ گردو نوعی سوپ بر پایه گوشتابه یا خامه است که از گردو به عنوان ماده اصلی آن استفاده می‌شود. گاهی اوقات به صورت ترکیبی با استفاده از مواد دیگری مانند «آش کدو و گردو» تهیه می‌شود. سوپ گردو بخشی از غذاهای چین، ایتالیا و مکزیک است.

## بررسی اجمالی

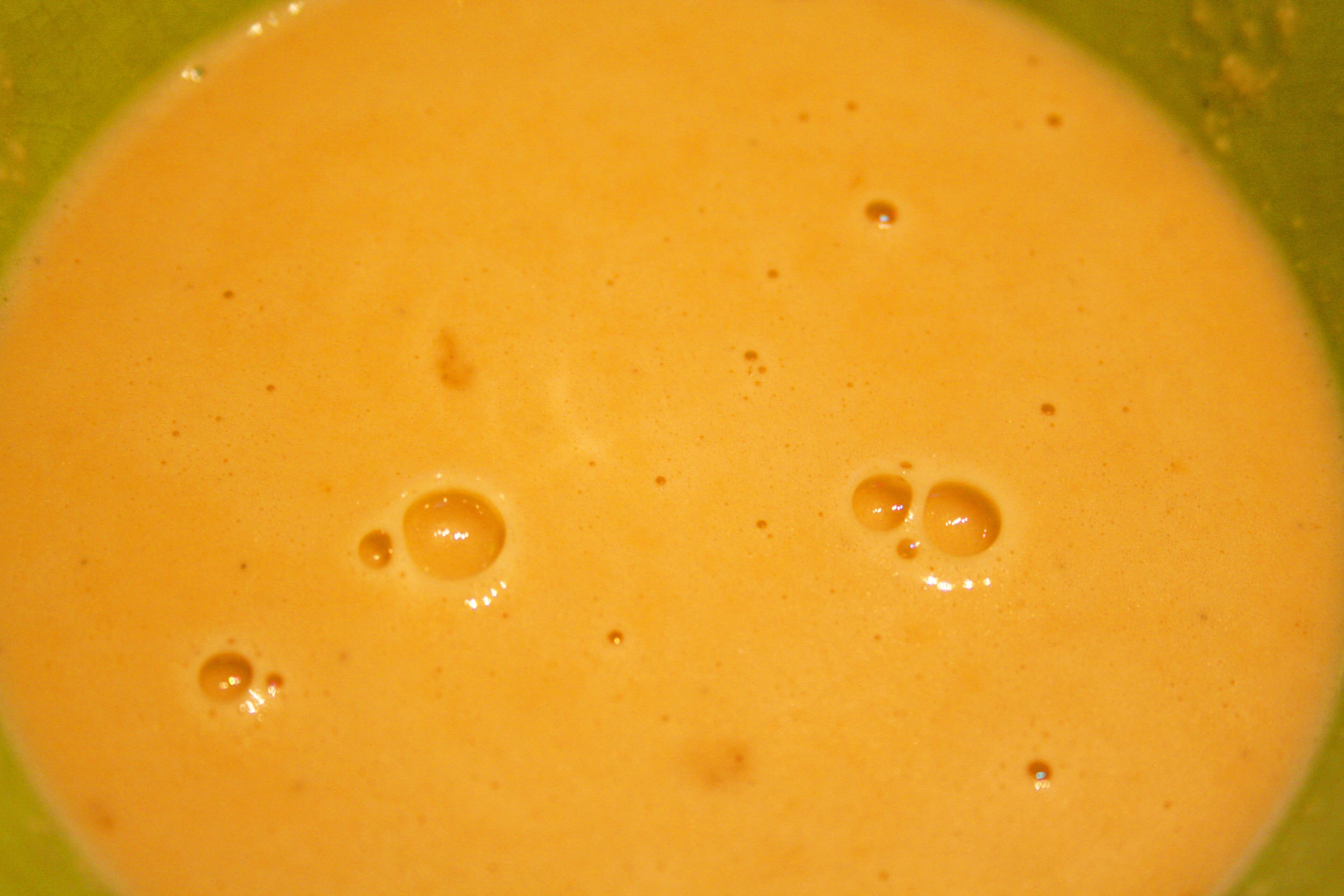
نمای نزدیک سوپ خامه ای از گردو

سوپ گردو با استفاده از گردو به عنوان ماده اولیه تهیه می‌شود. این سوپ را می‌توان به صورت سوپ بر پایه گوشتابه یا خامه تهیه کرد و می‌توان از آن به عنوان سوپ خامه‌ای گردو یاد کرد. می‌توان از گردو تازه یا کنسرو شده استفاده کرد و سوپ می‌تواند شامل گردوی پوره شده، خرد شده یا مغز گردو کامل باشد. برای تهیه سوپ می‌توان از گردوی تفت داده شده نیز استفاده کرد. سوپ گردو گاهی به صورت ترکیبی با استفاده از مواد دیگری مانند «سوپ کدو و گردو»، «آش کدو و گردو» و «سوپ خیار و گردو» تهیه می‌شود. مواد اضافی می‌تواند شامل کره، روغن، روغن گردو، آب لیمو، چاشنی، نمک و فلفل باشد.

## بر اساس کشور
هاپ تول وو یک سوپ گردو شیرین در آشپزی کانتونی است که اغلب به عنوان میان‌وعده یا دسر مصرف می‌شود. مواد اولیه موجود در هاپ تول وو شامل آب، گردو، آرد برنج و شکر است. مواد اضافی مورد استفاده در تهیه آن می‌تواند شامل خامه، شیر نارگیل، خرمای قرمز چینی، برنج، پن تانگ (آب نبات قهوه ای چینی)، زنجبیل و نمک باشد. گردو برای سوپ معمولاً به صورت پوره یا ریز آسیاب می‌شود. می توان آن را به عنوان سوپ گرم یا سرد سرو کرد.
سوپ گردو بخشی از غذاهای آشپزی ایتالیایی است که در مناطقی که گردو زیاد دارند، در ماه‌های سرد سال طبخ می‌شود.

سوپ گردو در آشپزی مکزیکی نیز وجود دارد و هم به صورت سرد و هم به صورت گرم سرو می‌شود.

سوپ گردو
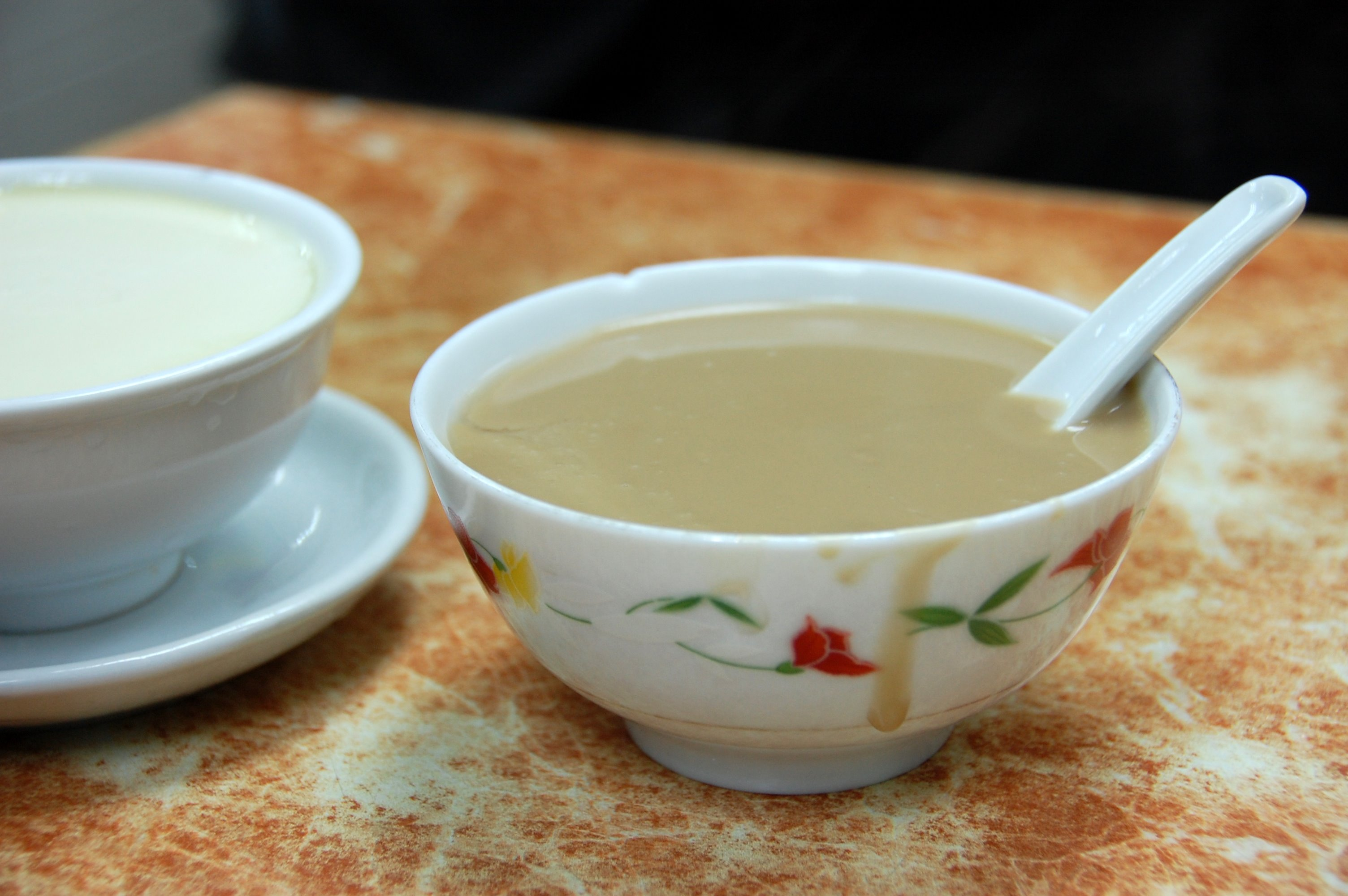
هوپ تول وو ، یک سوپ گردوی چینی
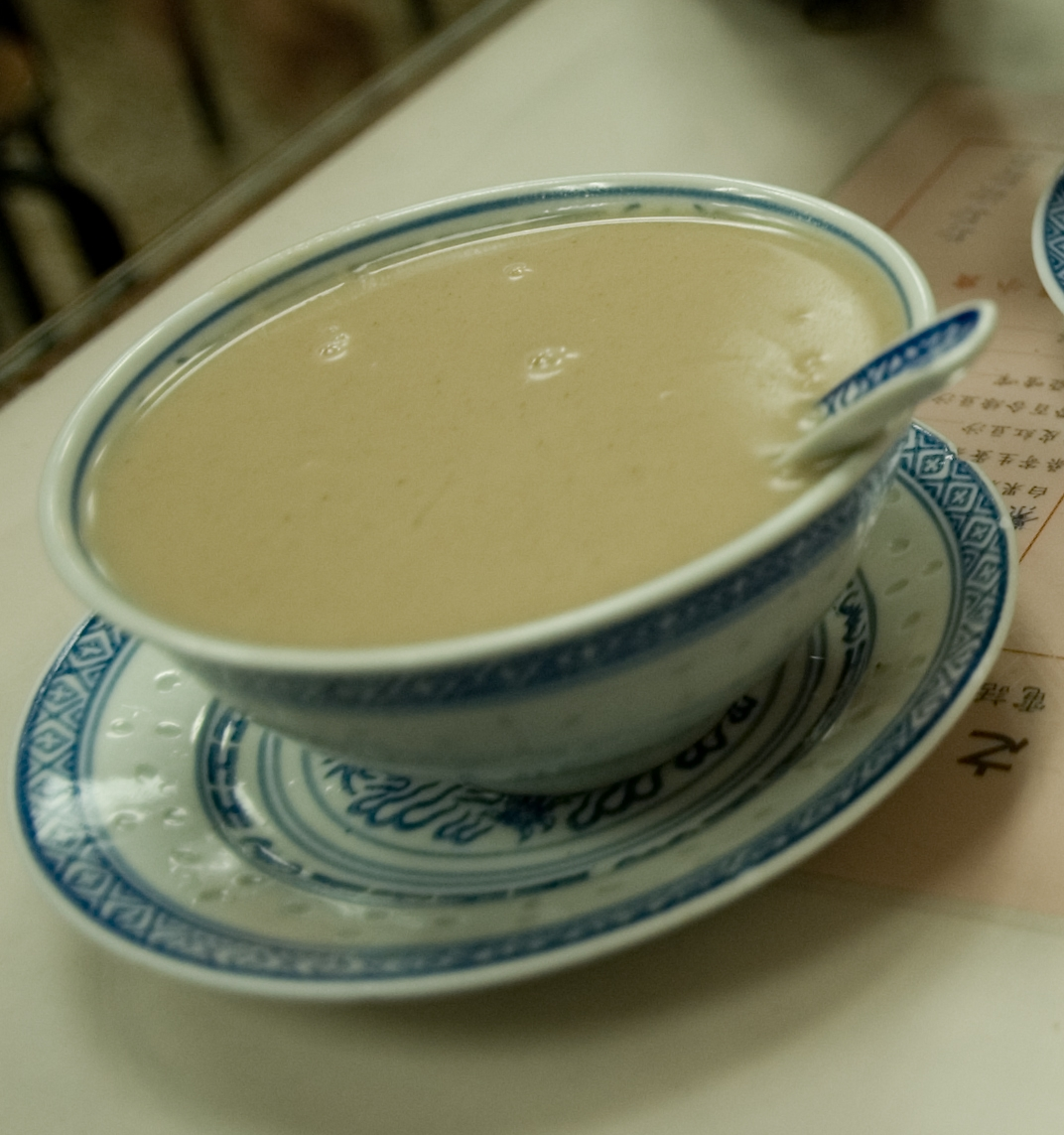
نمای نزدیک از هاپ تول وو
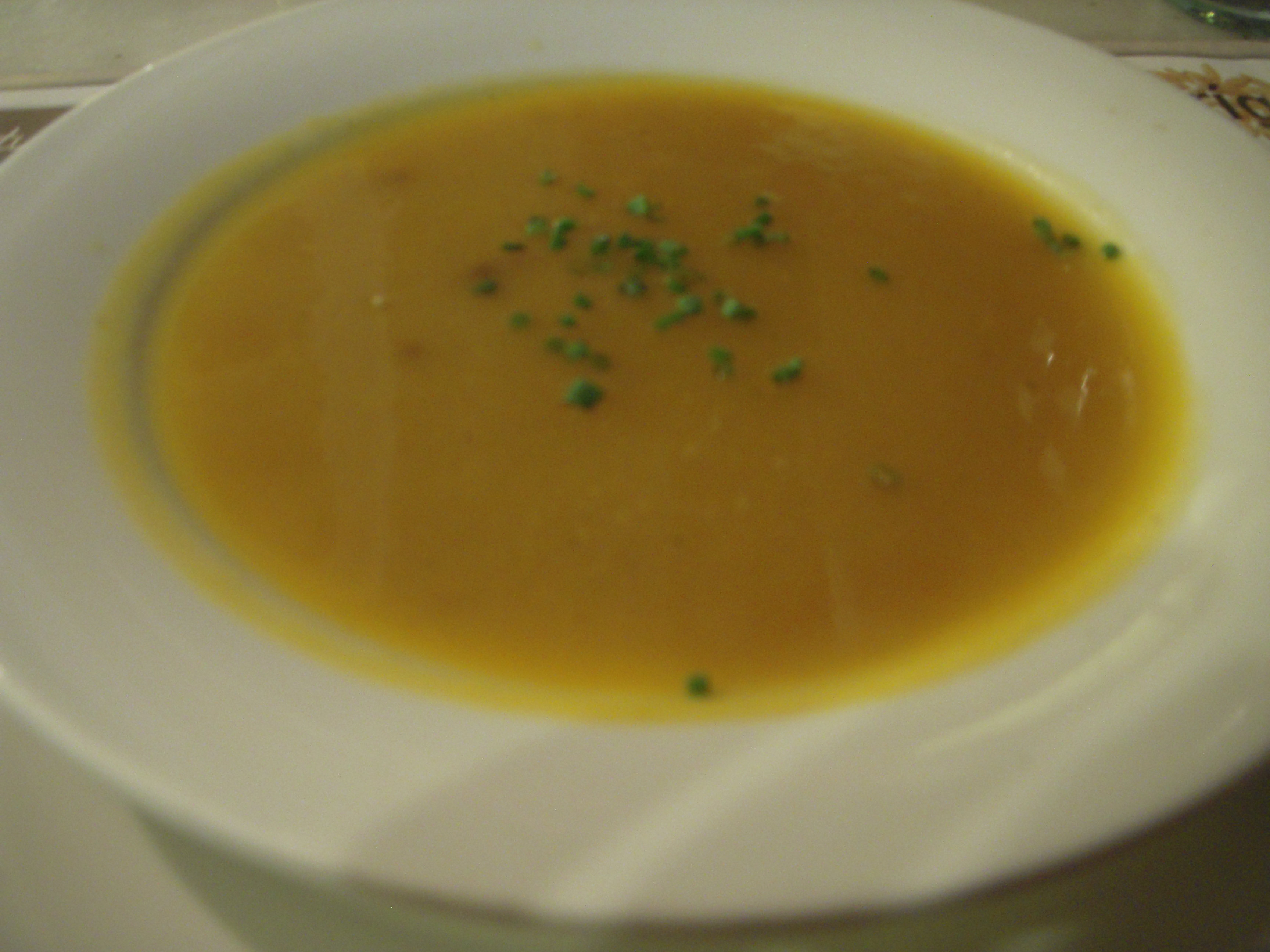
سوپ کدو و گردو